# Thrupp & Maberly
Pour les articles homonymes, voir Maberly (homonymie).

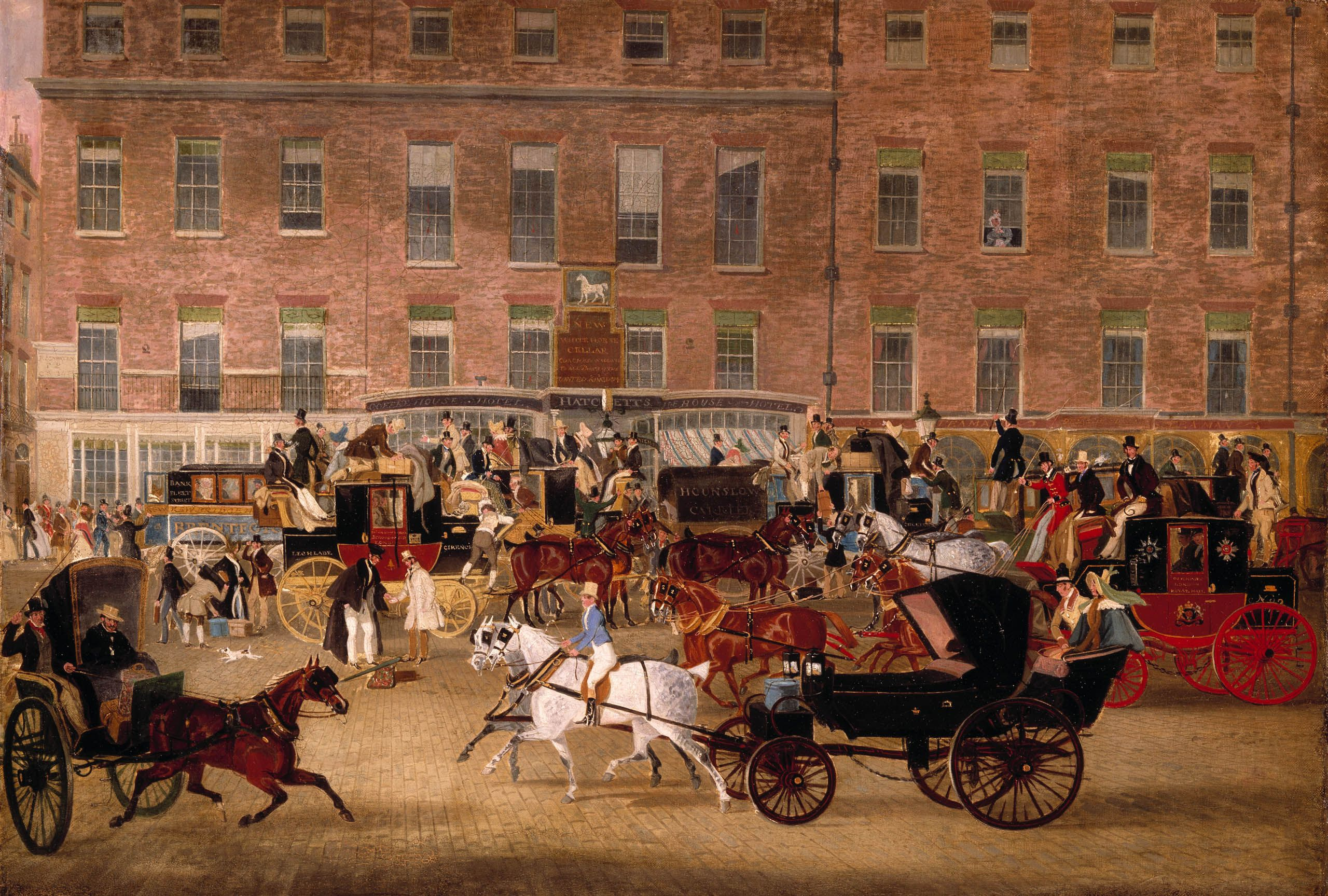
Scène à Piccadilly

Thrupp & Maberly fut une entreprise britannique de carrosserie basée dans le West End de Londres, en Angleterre. Fabricants de carrosses de la Reine Victoria, ils fonctionnèrent pendant plus de deux siècles jusqu'en 1967, appartenant alors au Groupe Rootes, qui dut cesser ses activités à la suite des grèves sauvages de la fin des années 1960.

## Monsieur Thrupp...

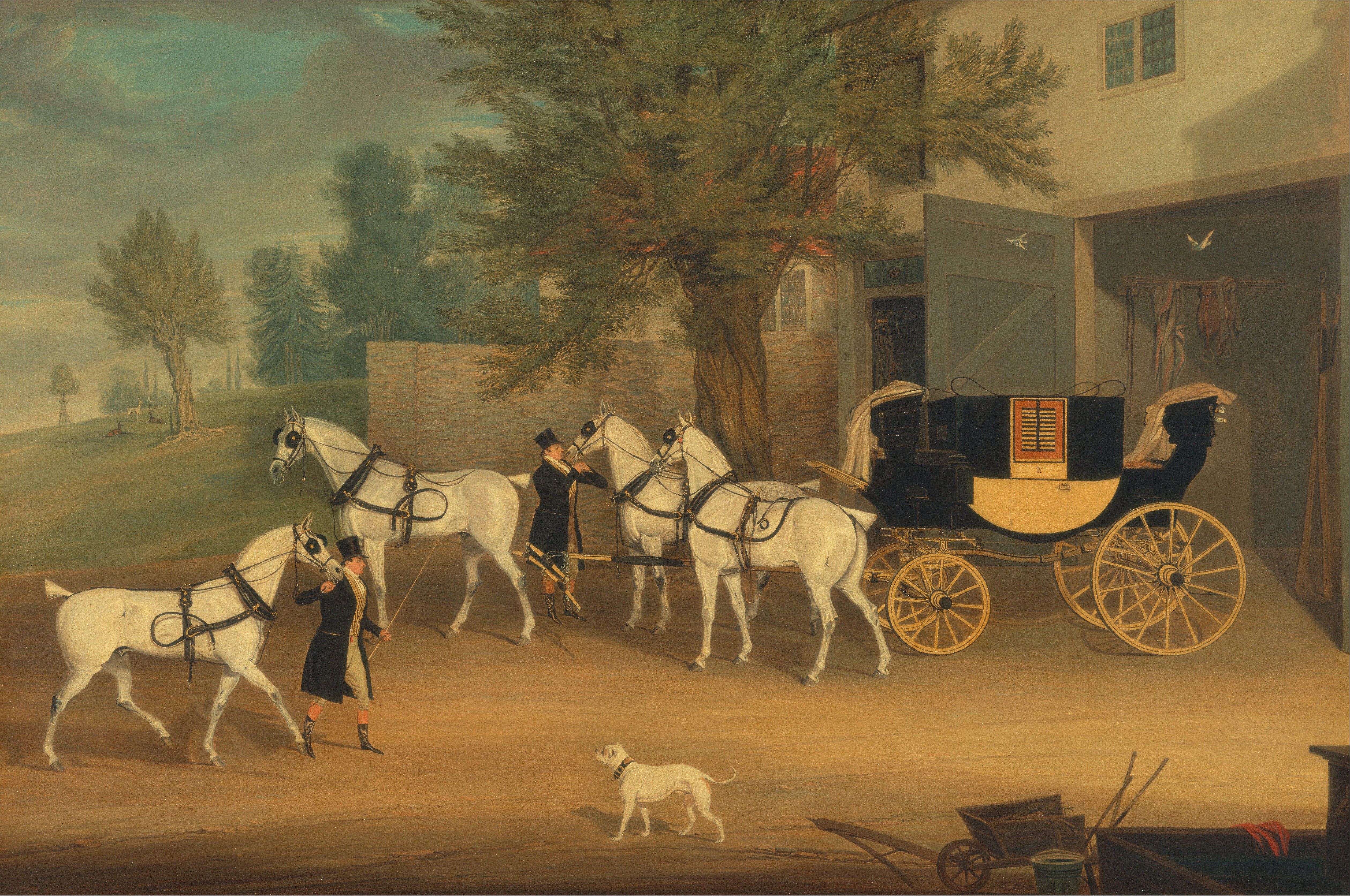
Coche (hippomobile)

Cette société familiale de carrosserie a débuté près de Worcester vers 1740. Le fils du fondateur, Joseph Thrupp (mort à Londres en 1821), vint à Londres en 1765, et géra une entreprise de fabrication de carrosses dans George Street, Grosvenor Square,. Bien que son descendant le plus connu fut le carrossier George Athelstane Thrupp (1822 À 1905), Joseph a laissé un certain nombre de descendants notables qui n'étaient pas fabricants de carrosses, d'attelages ou de harnais.
L'entreprise londonienne de Joseph a été poursuivie par le fils aîné Henry East Thrupp (1776-1852), père du fabricant de carrosses Robert (1813-1871), avec son plus jeune frère, le troisième fils Charles Joseph Thrupp (1791-1872), qui a laissé à ses neuf enfants survivants 30.000£. Ces neuf enfants comprennent George Athelstane Thrupp (1822 à 1905) et la sœur de G. A. Thrupp, Ellen (1829-1914), se maria avec le partenaire d'affaires George Henry Maberly (1836-1901) en 1869.

## ... et Monsieur Maberly
Une décennie avant, le carrossier George Maberly (1797-1883) avait fusionné sa propre entreprise du 70 Welbeck Street avec celle de Thrupp. Il devient leur partenaire au début de 1858. Le nom de l'entreprise fut immédiatement changé en Thrupp & Maberly. Plus tard, son fils George Henry Maberly (1836-1901) a été pris comme partenaire par George Athelstane Thrupp.

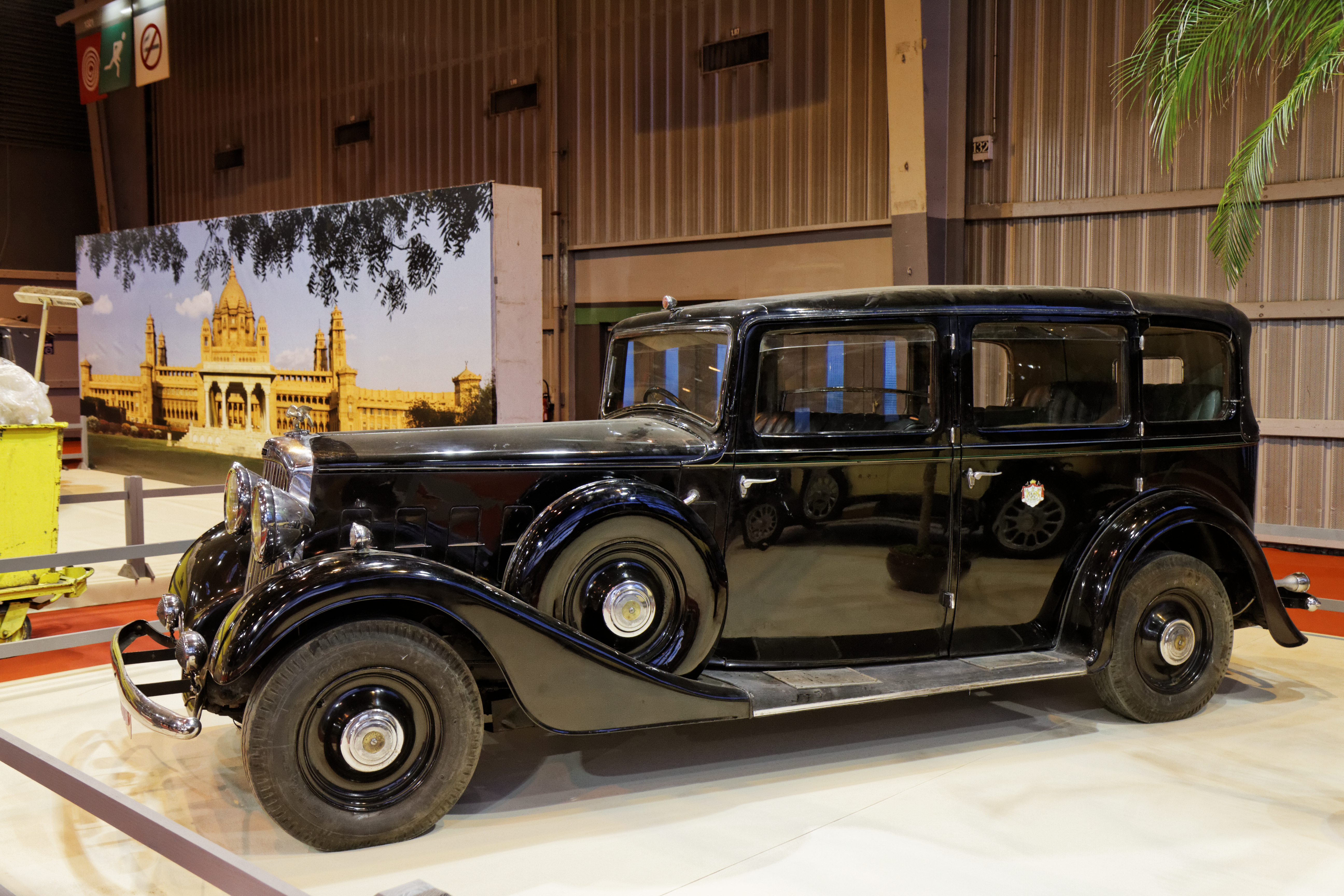
Landaulette de 1934
sur un châssis Humber Snipe 80

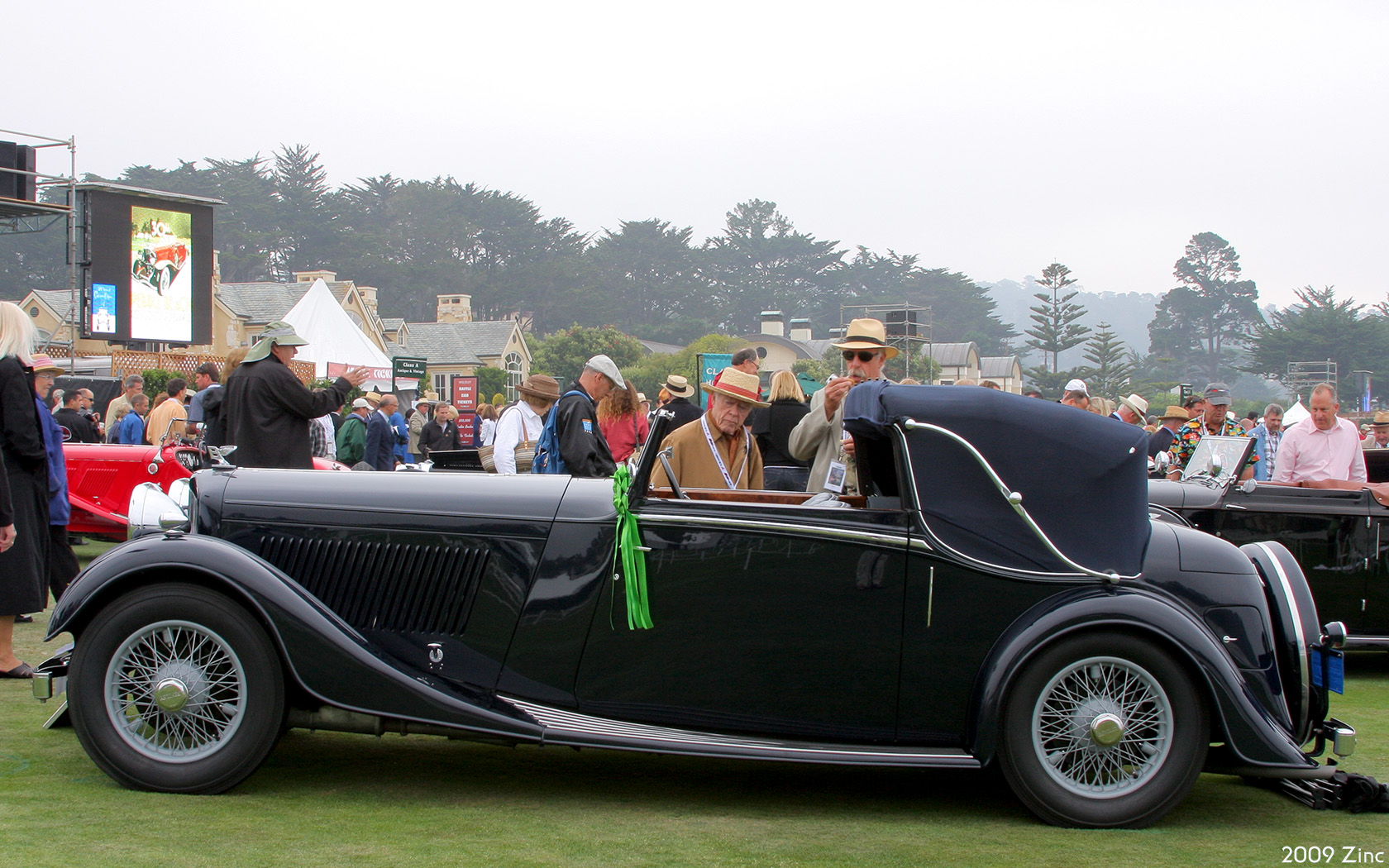
Drophead coupé (décapotable) de 1934
sur un châssis Derby Bentley

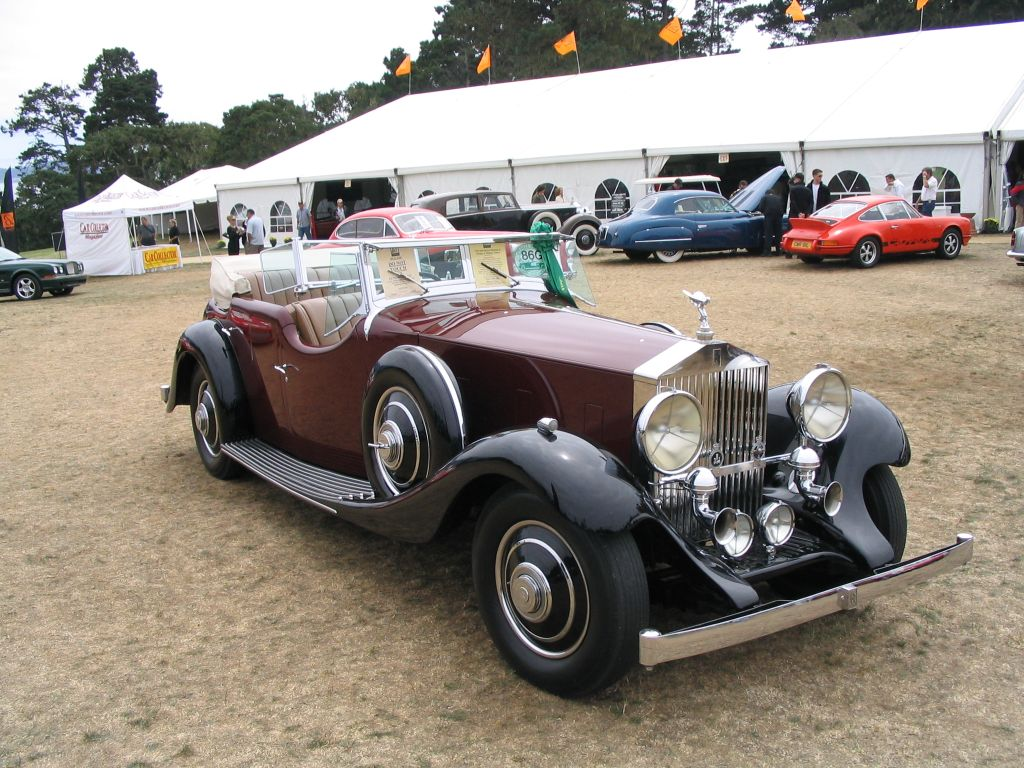
Tourer deux portes de 1935
sur un châssis Rolls-Royce

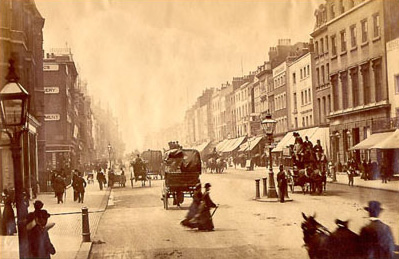
L'entreprise Thrupp & Maberly à l'extrême gauche de cette photo d'Oxford Street en 1875

### George Athelstane Thrupp
À la tête de l'entreprise familiale de carrosserie, George Thrupp est devenu un chef de file de son art, connu par ses confrères à travers le monde. Il a été l'un des fondateurs de l'institution de bienfaisance Coach-makers' Benevolent Institution et a contribué à former l'Institute of British Carriage Manufacturers et des écoles techniques destinées aux artisans carrossiers, qui ont été prises en charge par le Regent Street Polytechnic. Il a servi en tant que Maître de la Coachmakers' and Coach Harness Makers' Company en 1883.
Les publications de George Athelstane Thrupp incluent:
A History of the Art of Coachbuilding (Une Histoire de l'Art de la Carrosserie) publié en 1877, à l'origine une série de conférences données en 1876, à la Société des Arts;
Coach Trimming avec William Farr en 1888.
Il a édité Hand Book for Coach Painters de William Simpson, également publié en 1888.
Son fils George Herbert Thrupp (1859-1925) a rejoint Thrupp & Maberly, mais le fils de sa sœur, Gerald Clare Maberly (1871-1961), devint avocat à la cour.

## Emplacements
Pendant de nombreuses années, cette entreprise est située au 269 (renuméroté 425) Oxford Street, à Londres, avec un accès à partir de la rue perpendiculaire, la George street (maintenant Lumley Street). En 1914, leurs locaux et ateliers ont été achetés par le magasin sur le côté opposé de la Oxford street, Selfridge & Co, pour ouvrir un département ménager bien que la guerre semble avoir empêché les plans de Selfridge, et le showroom Thrupp & Maberly est resté à cette adresse jusqu'en 1916. Ils ont déplacé la salle d'exposition au 475 Oxford Street, puis à nouveau à la fin 1921 au 20 Nord Audley Street, toujours dans la même localité. Lorsque les Frères Rootes ont pris le contrôle de Thrupp & Maberly, le showroom a encore été déplacé un kilomètre plus au sud, et mis en place dans les nouveaux locaux de Rootes, dans la nouvelle Devonshire House, à Piccadilly, ouverte 22 septembre 1926. Là encore, ils ont annoncé qu'ils étaient fournisseurs officiels de s.m. le Roi, revendeurs officiels de la marque Rolls-Royce et carrossiers attitrés de la Société Daimler. En 1928, la propriété passa à Humber Limited, un nouveau membre du Groupe Rootes.
En 1863 la publicité les disait Carrossiers & Fabricants de Harnais officiels de la Reine. Depuis les années 1880, Thrupp & Maberly avait commencé à se spécialiser dans les carrosseries de voitures. Voyant l'évolution des voitures électriques, ils firent sur commande le montage de moteurs Immisch dans des calèches et fournirent en 1896 une voiture électrique à la Reine d'Espagne. Au printemps de 1897 Thrupp & Maberly prennent la licence Britannique pour le Duryea Motor Wagon. Les commandes suivirent et la croissance de l'entreprise conduisit à un grand nombre de carrosseries faites pour les voitures d'état-major durant la première Guerre Mondiale.

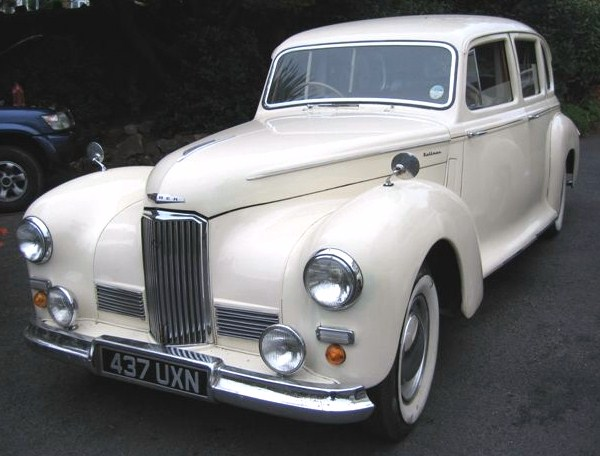
Limousine Pullman
sur un châssis Humber, 1949

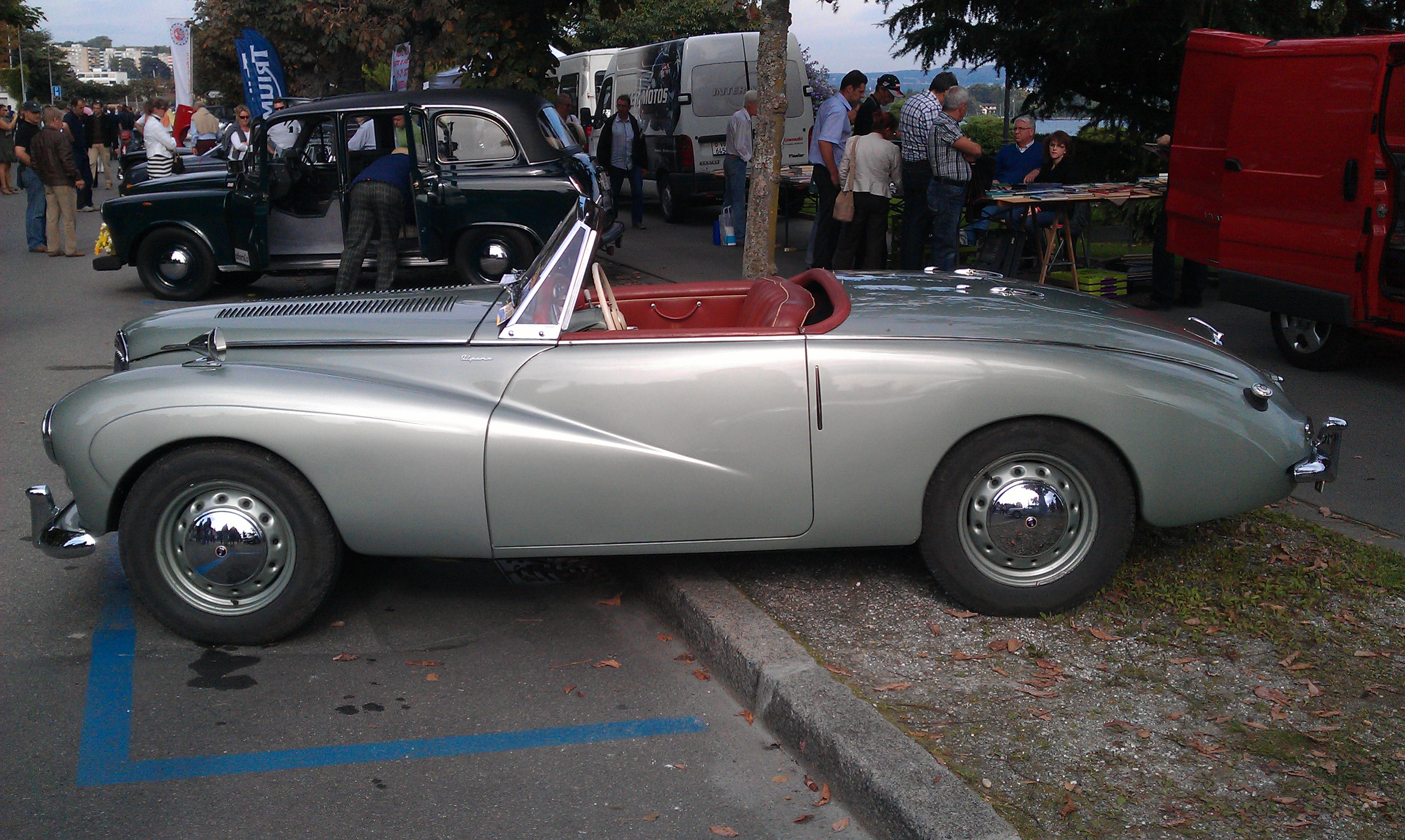
Sunbeam Alpine ouverte deux places, 1953

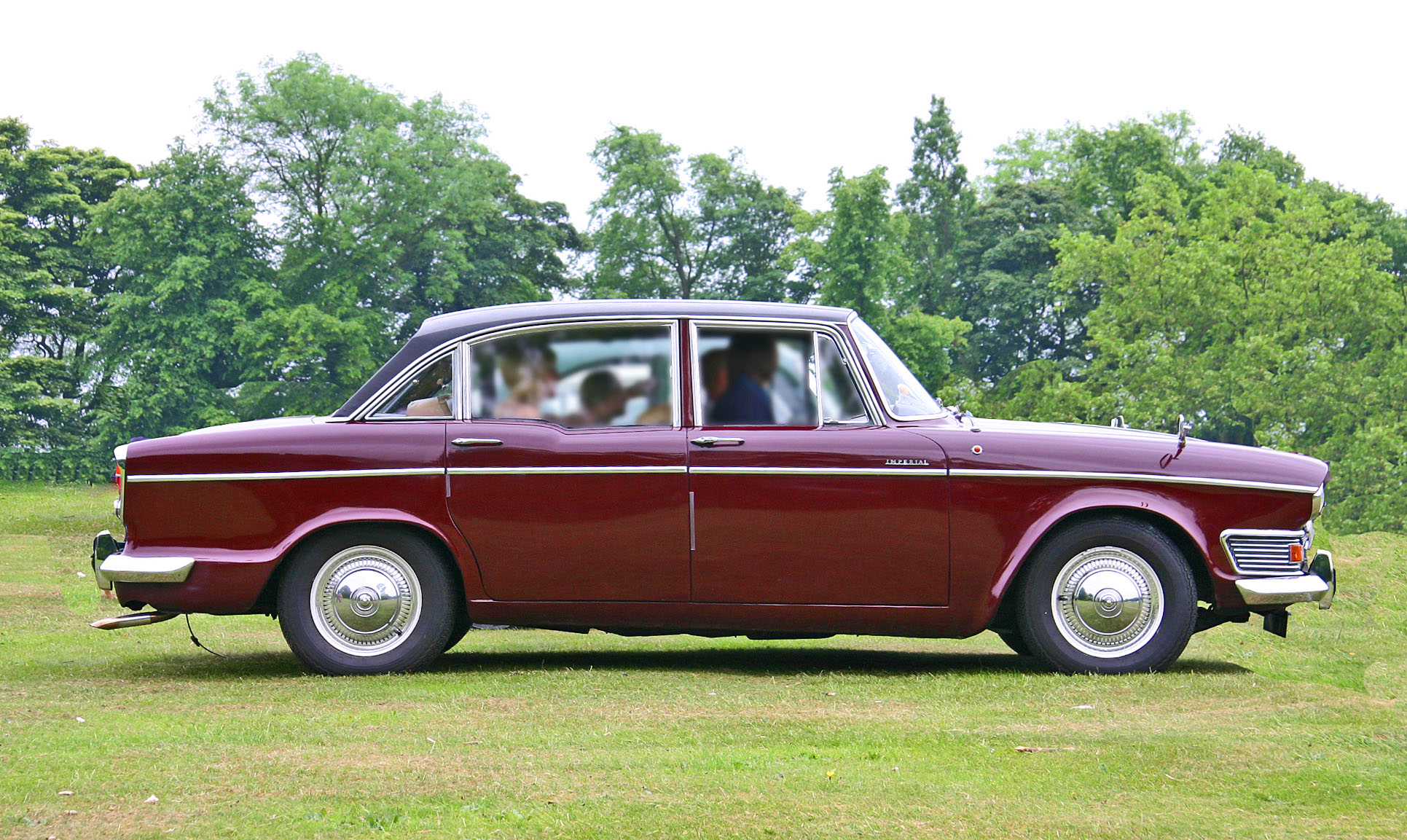
Humber Impériale de 1964,
une Humber Super Snipe avec des finitions de luxe

Après la guerre de 1914-1918, Thrupp & Maberly produit une gamme de carrosseries sur-mesure pour le marché britannique et européen. En 1924, l'usine a de nouveau déménagé dans de nouveaux locaux, au 108 Cricklewood Lane, Cricklewood, à Londres, avec un showroom au 20 North Audley Street, dans le West End de Londres, qui, en 1925, a été racheté par les remarquables vendeurs qu'étaient les frères Rootes, leurs intérêts étant alors la distribution et la réparation, et non la fabrication. Thrupp & Maberly est resté un prestigieux carrossier, en se concentrant sur les carrosseries de luxe pour les Rolls-Royce, Daimler et Bentley. En 1929, ils ont construit la carrosserie du véhicule de records de vitesse sur terre de Sir Henry Segrave, la Golden Arrow (La Flèche d'Or). Les frères Rootes ont racheté l'entreprise Humber, et, avec elle, Hillman, en 1928, et à partir de 1932 les carrosseries pour les Humber haut de gamme sont faites chez Thrupp & Maberly. Des locaux supplémentaires sont ajoutés en 1936, en l'ancienne usine Darracq dans Warple Way, Acton, Londres, adjacente à une société appelée British Light Steel Pressings, avec qui ils fusionnent en 1939. Durant la Seconde Guerre Mondiale, ils ont à nouveau construit des voitures d'état-major sur des châssis Humber.
Lorsque la production de temps de paix a repris après la fin de la Seconde Guerre Mondiale, l'usine d'Acton fut éliminée, et parce que le marché des carrosseries de luxe était en déclin, ils se sont concentrés sur des carrosseries spéciales pour les véhicules du Groupe Rootes, y compris en fabriquant toutes les décapotables du catalogue Humber. Au milieu des années 1960, ce travail fut également en baisse, et l'usine de  Cricklewood ferma en 1967 alors que le nombre d'employés était tombé à 1.000 et que de grandes grèves secouaient le pays.
Au moment de sa vente, en janvier 1968, l'usine de Cricklewood sur Edgware Road par la North Circular Road occupait 120.000 pieds carrés (11.148 m²) sur un site de deux hectares et demi.
Adresses dans le West End 

1. 33, George Street (maintenant Lumley Street), Grosvenor Square, . 
qui fut 269 Oxford Street
qui fut 425 Oxford Street, à la suite de la renumérotation de l'Oxford Street
Les deux salles d'exposition et les ateliers sur le coin d'Oxford et de George (Lumley) Street jusqu'en 1916 (à la suite de sa vente à Selfridges en 1914)
Le bâtiment multi-étages comprenant les ateliers, qui étaient accessibles à partir de la George Street. Les ateliers ont été démolis en 1937.
2. 475 Oxford Street jusqu'en 1922
3. 20 Nord Audley Street, jusqu'en 1926
4. Devonshire House, Piccadilly (Groupe Rootes)
Les entreprises Thrupp & Sons sont séparées en 1842, l'une comme fabricant de suspensions et d'essieux située au 5, 6, 11 & 12 George Street (maintenant Lumley Street), Grosvenor Square, et l'autre en tant que Thrupp & Sons, fabricants de pneus, dans George Street, Grosvenor Square.